# Wereldbeker veldrijden 2001-2002
Hier volgt een overzicht van de resultaten en klassement in de wereldbekerwedstrijden veldrijden van het seizoen 2001-2002. Winnaar werd Sven Nys.
De wereldbeker bestond uit de volgende categorie:
- Mannen elite

## Mannen elite

### Kalender en podia
| Datum      | Locatie          | Eerste              | Tweede          | Derde               |
| ---------- | ---------------- | ------------------- | --------------- | ------------------- |
| 17/11/2001 | Monopoli         | Sven Nys            | Bart Wellens    | Daniele Pontoni     |
| 02/12/2001 | Igorre           | Sven Nys            | Bart Wellens    | Erwin Vervecken     |
| 16/12/2001 | Wortegem-Petegem | Mario De Clercq     | Sven Nys        | Ben Berden          |
| 06/01/2002 | Nommay           | Erwin Vervecken     | Mario De Clercq | Richard Groenendaal |
| 20/01/2002 | Wetzikon         | Sven Nys            | Mario De Clercq | Erwin Vervecken     |
| 27/01/2002 | Heerlen          | Richard Groenendaal | Mario De Clercq | Bart Wellens        |

### Eindklassement
| Pos. | Renner              | Punten |
| ---- | ------------------- | ------ |
| 1    | Sven Nys            | 282    |
| 2    | Mario De Clercq     | 270    |
| 3    | Bart Wellens        | 241    |
| 4    | Richard Groenendaal | 238    |
| 5    | Erwin Vervecken     | 225    |
| 6    | Jiri Pospisil       | 150    |
| 7    | Tom Vannoppen       | 147    |
| 8    | Gerben de Knegt     | 143    |
| 9    | Wim de Vos          | 143    |
| 10   | Maarten Nijland     | 117    |

### Uitslagen
| #  | Naam                | Tijd    |
| -- | ------------------- | ------- |
| 1  | Sven Nys            | 0:58.18 |
| 2  | Bart Wellens        | + 0.18  |
| 3  | Daniele Pontoni     | + 0.22  |
| 4  | Richard Groenendaal | + 1.01  |
| 5  | Wim de Vos          | + 1.20  |
| 6  | Jiri Pospisil       | + 1.26  |
| 7  | Arnaud Labbe        | + 1.27  |
| 8  | Vaclav Jezek        | + 1.29  |
| 9  | Maarten Nijland     | + 1.30  |
| 10 | Enrico Franzoi      | + 1.31  |

| #  | Naam                | Tijd    |
| -- | ------------------- | ------- |
| 1  | Sven Nys            | 1:02.40 |
| 2  | Bart Wellens        | + 0.50  |
| 3  | Erwin Vervecken     | + 1.30  |
| 4  | Mario De Clercq     | + 1.40  |
| 5  | Richard Groenendaal | + 2.10  |
| 6  | Gerben de Knegt     | + 2.50  |
| 7  | Tom Vannoppen       | + 3.40  |
| 8  | Jiri Pospisil       | + 4.00  |
| 9  | Arnaud Labbe        | + 4.10  |
| 10 | Beat Wabel          | + 4.30  |

| #  | Naam                | Tijd    |
| -- | ------------------- | ------- |
| 1  | Mario De Clercq     | 1:01.15 |
| 2  | Sven Nys            | + 0.08  |
| 3  | Ben Berden          | + 0.17  |
| 4  | Erwin Vervecken     | zt      |
| 5  | Sven Vanthourenhout | + 0.18  |
| 6  | Tom Vannoppen       | zt      |
| 7  | Peter Van Santvliet | + 0.21  |
| 8  | Bart Wellens        | + 0.29  |
| 9  | Bjorn Rondelez      | zt      |
| 10 | Arne Daelmans       | + 1.02  |

| #  | Naam                | Tijd    |
| -- | ------------------- | ------- |
| 1  | Erwin Vervecken     | 0:56.48 |
| 2  | Mario De Clercq     | + 0.11  |
| 3  | Richard Groenendaal | + 1.44  |
| 4  | Jiri Pospisil       | + 2.10  |
| 5  | Bart Wellens        | + 2.17  |
| 6  | Gerben de Knegt     | + 2.21  |
| 7  | Maarten Nijland     | + 2.28  |
| 8  | Dominique Arnould   | + 2.48  |
| 9  | Wim de Vos          | + 3.02  |
| 10 | Sven Nys            | + 3.08  |

| #  | Naam                 | Tijd    |
| -- | -------------------- | ------- |
| 1  | Sven Nys             | 0:59.02 |
| 2  | Mario De Clercq      | + 0.13  |
| 3  | Erwin Vervecken      | + 0.40  |
| 4  | Richard Groenendaal  | zt      |
| 5  | Bart Wellens         | + 0.55  |
| 6  | Tom Vannoppen        | + 1.11  |
| 7  | Gerben de Knegt      | + 1.25  |
| 8  | Wim de Vos           | + 1.51  |
| 9  | Camiel van den Bergh | + 1.07  |
| 10 | Jan Ramsauer         | + 2.12  |

| #  | Naam                | Tijd    |
| -- | ------------------- | ------- |
| 1  | Richard Groenendaal | 1:00.27 |
| 2  | Mario De Clercq     | + 0.16  |
| 3  | Bart Wellens        | + 0.28  |
| 4  | Tom Vannoppen       | + 0.57  |
| 5  | Erwin Vervecken     | zt      |
| 6  | Sven Nys            | zt      |
| 7  | Wim de Vos          | zt      |
| 8  | Gerben de Knegt     | zt      |
| 9  | Vaclav Jezek        | zt      |
| 10 | Jiri Pospisil       | zt      |

Kampioenschappen:  Wereldkampioenschappen · 
 Belgische kampioenschappen · 
 Nederlandse kampioenschappen
Klassementen:  Wereldbeker · 
 Superprestige · 
 GvA Trofee · 
 Budvar Cup · 
 Challenge national
1993-1994 · 1994-1995 · 1995-1996 · 1996-1997 · 1997-1998 · 1998-1999 · 1999-2000 · 2000-2001 · 2001-2002 · 2002-2003 · 2003-2004 · 2004-2005 · 2005-2006 · 2006-2007 · 2007-2008 · 2008-2009 · 2009-2010 · 2010-2011 · 2011-2012 · 2012-2013 · 2013-2014 · 2014-2015 · 2015-2016 · 2016-2017 · 2017-2018 · 2018-2019 · 2019-2020 · 2020-2021 · 2021-2022 · 2022-2023 · 2023-2024 · 2024-2025